# Комуна (Логойський район)
Комуна — (біл. вёска Камуна), село (веска) в складі Логойського району розташоване в Мінській області Білорусі, підпорядковане Янушковицькій сільській раді.
Село Комуна розташоване в центральних районах Білорусі, у північній частині Мінської області - орієнтовне розташування [Архівовано 17 Травня 2020 у Wayback Machine.].